# Crawcrook
Crawcrook – wieś w Anglii, w hrabstwie ceremonialnym Tyne and Wear, w dystrykcie metropolitalnym Gateshead. Leży 12 km na zachód od centrum Newcastle i 400 km na północ od Londynu. W 2001 miejscowość liczyła 8000 mieszkańców.